# Dasypodia cymatodes
Dasypodia cymatodes là một loài bướm đêm trong họ Noctuidae.

## Hình ảnh

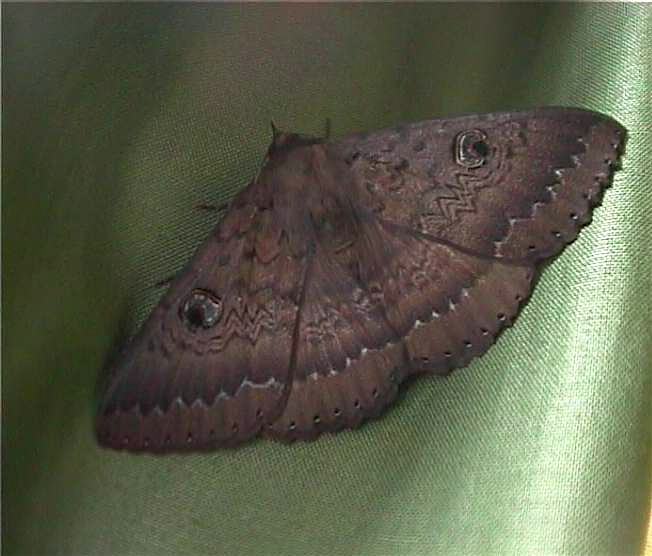
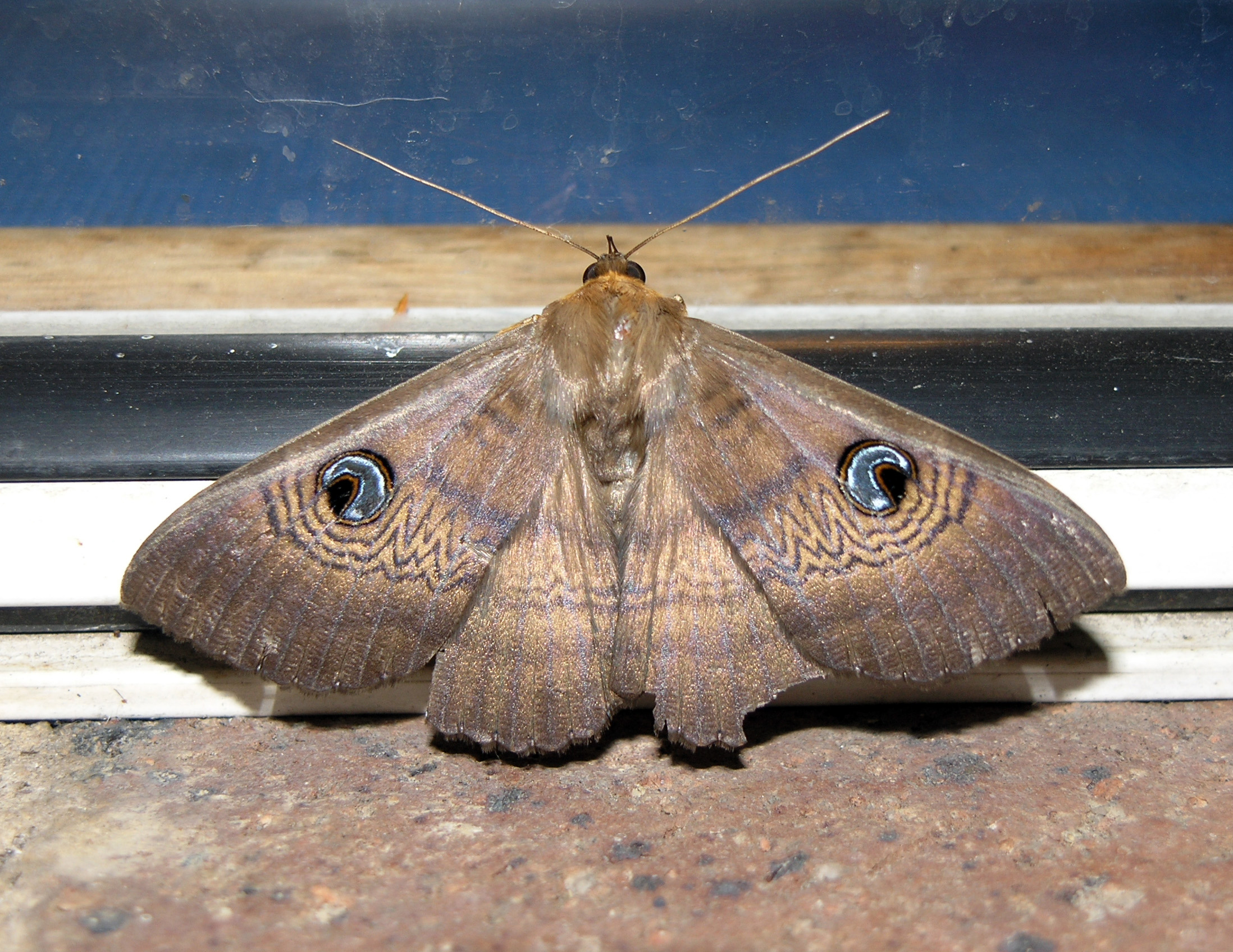
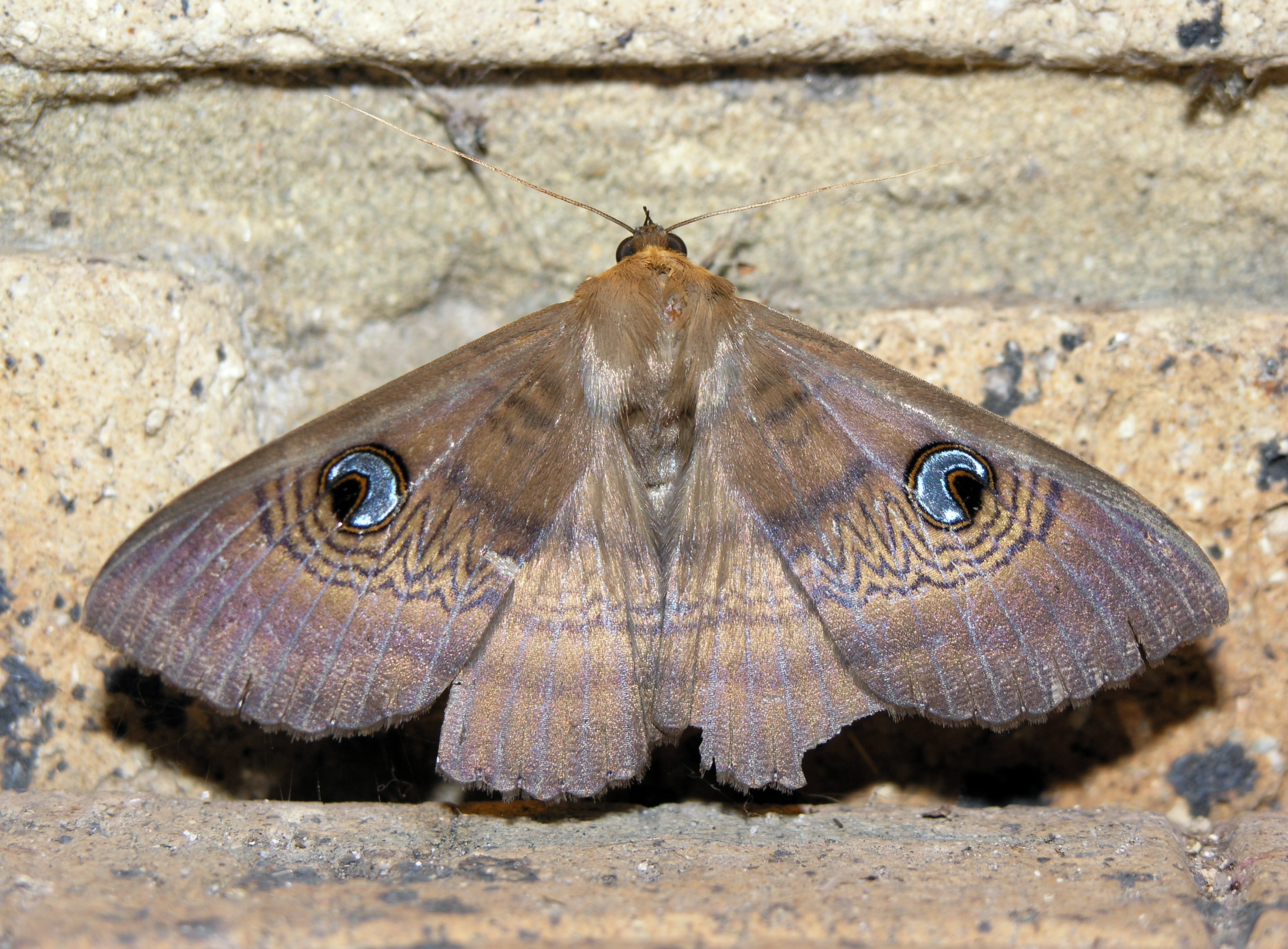